# 井波博
井波 博（いなみ ひろし、1956年 - ）は、日本の実業家。LVMH（モエ ヘネシー・ルイ ヴィトン）ジャポン株式会社エグゼクティブアドバイザー、ブルガリ元リテールディレクター、クリスチャン・ディオール元取締役バイスプレジデント。

## 人物・経歴
1956年、東京都生まれ。1979年、立教大学法学部法律学科卒業。サンモトヤマ（日本で高級ブランドビジネスを開拓した草分け）に入社し、富裕層ビジネス、ラグジュアリービジネス、ファッションビジネスの基礎を経験したのち、海外ブランドであるグッチ、エルメス、エトロ等の仕入れ、販売をはじめとするMDを担当。
1988年に、Armani（アルマーニ）の日本上陸に合わせて、同社に入社。Giorgio Armaniと普及版ラインであるEmporio Armaniの市場拡大に貢献。Giorgio Armaniのセカンドラインでビジネス向けを扱うArmani Collezioniの新ブランドモデルを作る。
その後、アルマーニの旗艦店である「銀座タワー」をオープンさせる。
2007年、クリスチャン・ディオールの取締役バイスプレジデントに就任し、セールスおよびマーケティングを統括。
2011年、イタリアの宝飾ブランドであるブルガリのリテールディレクターに任じられ、日本市場の売上を6年間で2倍に拡大する経営手腕を発揮。
2018年6月、LVMH（モエ ヘネシー・ルイ ヴィトン）ジャポン株式会社エグゼクティブアドバイザーに就任し、LVMHグループの日本市場全体を統括。
2010年からは、立教大学のMBAビジネススクールである大学院ビジネスデザイン研究科と同大学の学部で講師を務め、2012年より同大学観光研究所特任研究員に着任。